# 341 î.Hr.

## Evenimente
- Filip al II-lea, regele Macedoniei cucerește orașul tracic Kabyle.

## Nașteri
- dată necunoscută: Menandru poet dramatic grec al comediei noi (d. 292 î.Hr.)
- dată necunoscută: Împăratul Kōrei  (d. 214 î.Hr.)